# Ich erschoß Jesse James
Ich erschoß Jesse James ist ein US-amerikanischer Western aus dem Jahr 1949 von Samuel Fuller, der sein Regiedebüt gab. Die Hauptrollen wurden mit Preston Foster, Barbara Britton und John Ireland besetzt. Der Film wurde von Lippert Productions Inc. produziert und basiert auf einer Kurzgeschichte von Homer Croy.

## Handlung
Bob Ford ist Mitglied der berüchtigten Bande von Jesse James. Bei einem missglückten Banküberfall wird er angeschossen. Jesse nimmt ihn mit zu sich nach Hause in Saint Joseph (Missouri), wo er unter dem falschen Namen Tom Howard lebt. Jesses Frau Zee misstraut Bob und dessen Bruder Charles.
Nach einem halben Jahr lebt Bob immer noch im Haus der James. Er erfährt, dass seine langjährige Freundin, die Schauspielerin Cynthy Waters, für einen Auftritt nach Saint Joseph kommt. Als er sie besucht, ist sie gerade im Gespräch mit ihrem Bewunderer John Kelley, der schon bald darauf geht. Bob weiß, dass Cynthy heiraten und sich als Farmersfrau niederlassen will. Er verspricht ihr, sein Verbrecherleben aufzugeben.
Von Charles erfährt Bob, dass der Gouverneur 10.000 Dollar und Straffreiheit für die Ergreifung von Jesse James ausgesetzt hat. Für Bob ist dies die Chance auf ein neues Leben. Als Jesse Bob einen Colt mit Perlmuttgriff schenkt, bringt es Bob nicht über sich, seinen Freund zu erschießen. Eines Tages, erzählt Jesse, dass er von einem friedlichen Leben träume. Er dreht sich um, um ein Bild an der Wand geradezurücken. In diesem Moment schießt ihm Bob in den Rücken. 
Zwar wird Bob für den Mord zum Tod durch den Strang verurteilt, wird aber sofort vom Gouverneur begnadigt. Aber es werden ihm nur 500 Dollar ausgezahlt. Er kauft einen Verlobungsring, den Cynthy, von Bobs Tat abgestoßen, zurückweist. Bob beschuldigt sie, Kelley heiraten zu wollen. Cynthy fürchtet um Kelleys Leben und bringt diesen dazu, die Stadt zu verlassen. Bob entschuldigt sich bei Cynthy und erzählt ihr, dass ihr Manager Harry Kane ihn für die Nachstellung seiner Tat engagiert habe. Die Aufführung wird für ihn jedoch zum Fiasko, weil er auf der Bühne von Schuldgefühlen übermannt wird und den Abzug nicht drücken kann. Die Zuschauer buhen ihn aus.
Bob wird klar, dass er nun das Ziel aller möglichen Revolverhelden ist, die den Mann, der Jesse James erschoss, töten wollen. Bob flüchtet in das Colorado-Territorium. In Creede begegnet er Kelley, mit dem er ein Hotelzimmer teilen muss. Der bei den Einwohnern beliebte Kelley hat die ihm angebotene Stelle als Marshall abgelehnt, weil er weiter als Prospektor arbeiten will. Bei einem Kampf im Saloon bewahrt er den trunksüchtigen Silberschürfer Soapy davor, erschossen zu werden.
Am nächsten Morgen vermisst Bob Cynthys Ring und verdächtigt Kelley, der schon außer Haus ist, des Diebstahls. Er geht mit Soapy eine Partnerschaft ein und schickt an Cynthy ein Telegramm, in dem er angibt, Silber gefunden zu haben. Cynthy reist in Begleitung von Harry Kane nach Creede. Als Bob und Cynthy miteinander sprechen, werden sie von Kelley unterbrochen, der den Dieb des Rings gestellt hat. Er gibt Bob den Ring, den dieser nun Cynthy gibt, die eigentlich ihre Beziehung zu Bob beenden wollte. Um ihn nicht zu verärgern, akzeptiert sie diesmal den Ring, was Kelley derart bestürzt, dass er doch den Job als Marshall annimmt.
Als Kelley Cynthy aufsucht, gesteht sie ihm, dass sie Bob nicht mehr liebe. Sie werden dabei von Jesses Bruder Frank belauscht, der in das Zimmer tritt, doch von Kelley überwältigt wird. Da Frank in Colorado nicht gesucht wird, ist er schnell wieder frei und macht sich auf die Suche nach Bob. Als er ihn findet, erzählt er ihm, dass Cynthy ihn mit Kelley betrüge. Voller Eifersucht fordert Bob Kelley zum Showdown, bei dem er von Kelley tödlich getroffen wird. Bob stirbt in Cynthys Armen und zeigt Reue für seinen Betrug an Jesse James.

## Produktion
Gedreht wurde der Film auf der Iverson Movie Ranch, in den Republic-Studios in Los Angeles und in den Universal-Studios in Universal City.
Es ist nicht bekannt, auf welcher Vorlage das Drehbuch basiert. Das Magazin American Weekly veröffentlichte zwei Storys von Homer Croy. Am 14. November 1948 erschien Jesse James May Never Die, am 19. Juni 1949 Jesse James' Love Story. Ebenfalls 1949 erschien mit Jesse James Was My Neighbor eine Jesse-James-Biografie von Homer Croy.
Für den Film komponierten Alfred und Katherine Glasser den Song The Ballad of Jesse James, der von Robin Short gesungen wird. The Minstrel Song, ebenfalls von Short gesungen, und Some Day, gesungen von Margia Dean, wurden von Alfred Glasser komponiert. Das Lied Beautiful Dreamer komponierte Stephen Foster um 1862.

## Stab und Besetzung
Frank Hotaling war der Art Director.
In kleinen, nicht im Abspann erwähnten Nebenrollen traten Gene Collins und Snub Pollard auf.

## Synchronisation
Die deutsche Synchronfassung wurde von der Mars-Film GmbH in Berlin erstellt. Dialogregie führte Georg Rothkegel, der auch das Dialogbuch schrieb.
| Rolle         | Schauspieler       | Deutscher Synchronsprecher |
| ------------- | ------------------ | -------------------------- |
| John Kelley   | Preston Foster     | Walther Suessenguth        |
| Cynthy Waters | Barbara Britton    | Margot Leonard             |
| Bob Ford      | John Ireland       | Erich Schellow             |
| Jesse James   | Reed Hadley        | Hans Wiegner               |
| Harry Kane    | J. Edward Bromberg | Alfred Balthoff            |
| Charles Ford  | Tommy Noonan       | Klaus Schwarzkopf          |
| Sänger        | Robin Short        | Karl John                  |

## Veröffentlichung
Die Premiere des Films fand am 11. Februar 1949 in Baltimore statt. In der Bundesrepublik Deutschland kam er am 15. Februar 1953 in die Kinos.

## Kritiken
Das Lexikon des internationalen Films schrieb: „Samuel Fullers erster Spielfilm, ein B-Western, verrät bereits sein Talent für dynamische Actionszenen und sein Fingerspitzengefühl für atmosphärische Details, aber auch seine Affinität zu Gewalt.“
Die Filmzeitschrift Cinema befand: „Low-Budget-Western im Psychodrama-Stil.“
Der Kritiker der The New York Times befand, dass sich Samuel Fuller mehr auf die Charakterstudie als auf Action konzentriert habe. Da jedoch die Charakterstudie nicht sonderlich interessant sei, habe der Film nur einen milden Anschein von Unterhaltung.
Der Kritiker des Magazins Time Out nannte den Film mehr ein psychologisches Drama als einen Western, aber ein höchst originelles.